# Fullagar (schip, 1920)
De Fullagar was het eerste volledig gelaste zeeschip ter wereld.

## Geschiedenis
De Fullagar werd tussen 1917 en 1920 gebouwd op de scheepswerf Cammell Laird in Birkenhead. Op 5 februari 1920 ging het schip te water en op 2 juli 1920 kwam het schip in dienst bij de Britse rederij T. & J. Brocklebank in Liverpool. Het schip werd ingezet op de lijndienst tussen Liverpool en Belfast. De scheepsnaam kwam van de experimentele dieselmotor ontworpen door HF Fullagar waarmee het was uitgerust.
In november 1921 werd het schip verkocht aan de Manx Isles Steamship Company in Liverpool en omgedoopt tot Caria. Korte tijd later werd Cammellaird-Fullagar viercilinder tweetakt dieselmotor vervangen door een W. Beardmore viercilinder tweetakt dieselmotor. In juni 1925 kwam de Caria vast te liggen op een zandbank in de Mersey. De bodem liep enige schade op, maar een reparatie volgde.
Datzelfde jaar verwierf de British Columbia Cement Company het schip. Het stak de Atlantische Oceaan over en kwam in Canada aan waar het Shean werd genoemd. In 1935 werd het overgenomen door Mexicaanse eigenaren en omgedoopt tot Cedros. Het schip zonk op 31 augustus 1937 na een aanvaring met het schip Hidalgo op ongeveer 30 zeemijl ten zuiden van Ensenada.

## Technische bijzonderheid
De Fullagar was vrijwel geheel gelast en het schip had daarmee een primeur. Omdat het een nieuwe techniek betrof werd het schip jaarlijks geïnspecteerd. In de eerste tien jaar was het betrokken bij diverse ongevallen en incidenten, maar de schade was veelal beperkt en minder dan een vergelijkbaar schip met een conventionele geklonken romp. Verder bleek de gelaste romp gemakkelijker te repareren nadat de schade was ontstaan. Vanwege deze goede ervaringen en omdat er na tien jaar gebruik geen ongebruikelijke roestgevoeligheid werd waargenomen, werd de inspectie gewijzigd naar eens per twee jaar.